# Begonia rhynchocarpa
Begonia rhynchocarpa là một loài thực vật có hoa trong họ Thu hải đường. Loài này được Y.M.Shui & W.H.Chen mô tả khoa học đầu tiên năm 2005.

## Phân bổ
Loài này thường sống ở Trung Quốc (Vân Nam). Nó là một loài cây chồi dưới thân rễ và phát triển chủ yếu ở nơi có khí hậu cận nhiệt đới.